# Бол, Ханс
Ханс Бол (нидерл. Hans Bol, 16 декабря 1534, Мехелен — 20 ноября 1593, Амстердам) — фламандский живописец, рисовальщик-миниатюрист и гравёр. Известен своими пейзажами, изображениями аллегорических и библейских сюжетов, картинами бытового жанра, выполненными в стиле нидерландского маньеризма позднего Северного Возрождения.

## Биография
Ханс Бол родился в Мехелене (Фландрия, ныне Бельгия) в семье Симона Бола и Екатерины ван ден Сток. Первые уроки рисования получил от своих дядей, Якова Бола I и Яна Бола, которые были художниками.
В раннем возрасте он освоил местную технику работы акварелью (water-verwers) на грунтованном холсте с использованием темперы: живопись «докшильдеров» (doekschilders — художников по холсту). Эта техника была специализацией художников Мехелена и использовалась для украшения стен, что было дешевле тканых ковров — шпалер. Однако эти произведения не сохранились.
Ханс Бол путешествовал по Германии. После двух лет в Гейдельберге (1550—1552) он вернулся на родину, в 1560 году стал мастером Гильдии Святого Луки в Мехелене. После аннексии города испанскими войсками в 1572 году Бол жил в Антверпене, где в 1574 году стал мастером. Десять лет спустя он покинул Антверпен, прибыв в Голландию, после путешествия в Берген-оп-Зом, Дордрехт и Делфт поселился в Амстердаме. Заявление Ван Мандера о том, что он скончался от чумы и был похоронен в Амстердаме 20 ноября 1593 года, оспаривается некоторыми учёными из-за гипотетической атрибуции «Поклонения пастухов», картины датированной 1595 годом.

## Творчество
После успешной карьеры во Фландрии Ханс Бол покинул свою родину и перебрался в Голландскую Республику. Его пейзажи оказали влияние на следующее поколение голландских живописцев. Его гравюры по собственным рисункам, а также гравюры по рисункам других фламандских мастеров, таких как Питер Брейгель Старший, способствовали распространению их тем и образов в Северных Нидерландах. Работы Бола, как акварели, так и картины маслом, также были созданы под влиянием творчества Питера Брейгеля Старшего и демонстрируют родство с произведениями Якоба Гриммера и Иоахима Патинира.
Бол в первую очередь известен обширным графическим творчеством, состоящим как из рисунков, так и гравюр. Однако более всего известны его миниатюры, тщательно выполненные акварелью на пергаменте.
Рисунки Бола оказали значительное влияние на развитие ландшафтной живописи и, косвенно, на садово-парковое искусство в Нидерландах. Его пейзажи населены человеческими фигурами, изображающими библейских персонажей или обычных людей. Он смешивал реалистичные детали с воображаемыми. В своем подходе к искусству пейзажа Бол находился под влиянием творчества своего современника Питера Брейгеля Старшего. С этим мастером его роднит увлечение изображениями времён года. Брейгель возродил эту средневековую традицию монументальной серией «месяцев», написанной в 1565 году. В последующие годы Ганс Бол создал эскизы серии гравюр «Времена года». Проект был начат Брейгелем для антверпенского гравёра и издателя Иеронима Кока. Когда Брейгель умер в 1569 году, он закончил только эскизы «Весны» и «Лета». То, что Иероним Кок обратился именно к Болу с просьбой создать эскизы для «Осени» и «Зимы», является доказательством уважения к нему как художнику. Благодаря этому заказу молодой Ханс Бол фактически стал преемником старого Брейгеля. Вся серия была награвирована Питером ван дер Хейденом. В последующие годы Бол разработал ещё несколько серий «Времен года», традиционно изображающих работы, характерные для каждого времени года. Полная серия рисунков «Двенадцати месяцев» (но без фронтисписа) находится в коллекции Музея Бойманса — ван Бёнингена в Роттердаме. Позднее рисунки были награвированы Адрианом Коллартом, а затем опубликованы в 1581 году издателем Гансом ван Люком. Это позволило рисункам Бола получить широкое распространение и оказывать влияние на творчество других художников.
Помимо пейзажей, Бол создавал композиции на библейские и мифологические сюжеты, а также картины бытового жанра. Его миниатюрные акварели на пергаменте копировали многие художники. Исключительный альбом с рисунками из серии «Евангелические эмблемы» (Emblemata Evangelica) хранится в Королевской библиотеке Бельгии. Рисунки награвированы Адрианом Коллартом и опубликованы Яном (Иоаннесом) Саделером. Известны и другие издания.
В отличие от серии месяцев в Музее Бойманса — ван Бёнингена, которая представляет каждый месяц связанным с ним человеческим трудом, рисунки серии в Брюсселе сочетают в себе изображения из Нового Завета — многочисленные притчи — и мирские бытовые сюжеты. Сцены человеческого труда отодвинуты на дальний план. Это было ново для подобных тем. Некоторые рисунки представляют собой несколько частей повествования в одной композиции.
Ханс Бол также является автором ряда топографических рисунков с видами различных городов, таких как «Вид на гавань Антверпена» (Rockox House, Антверпен). К концу жизни он создал несколько рисунков лесных пейзажей.
Среди его учеников были его пасынок Франс Бёльс (сын жены Ханса Бола от её первого мужа), Йорис Хуфнагель, Якоб Саверей Старший, Роммерт ван Беве, Гиллис ван Конингсло и Давид Винкбонс.

## Галерея

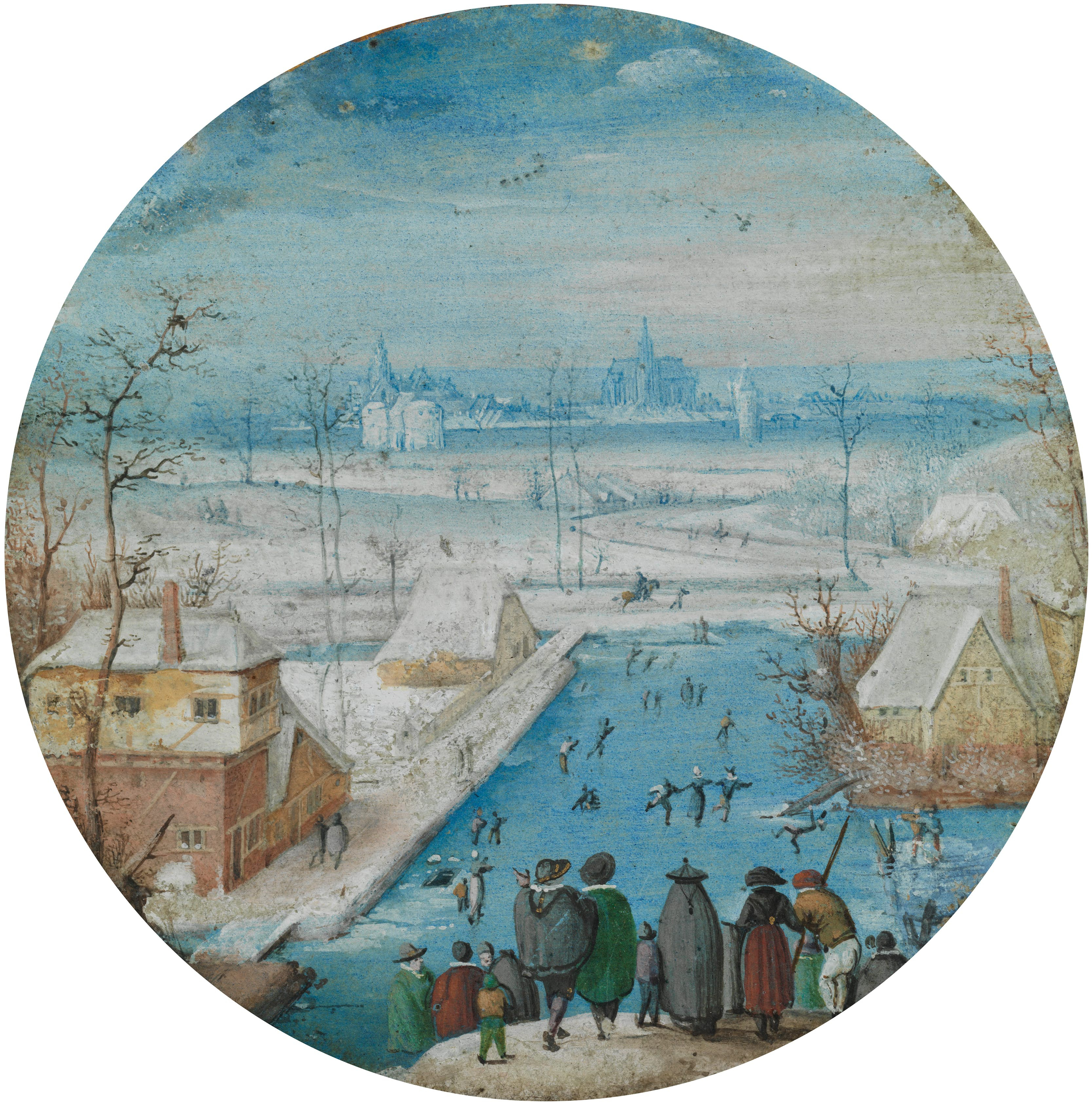
Зимний пейзаж с конькобежцами. Между 1560 и 1593. Бумага на меди, гуашь. Частное собрание
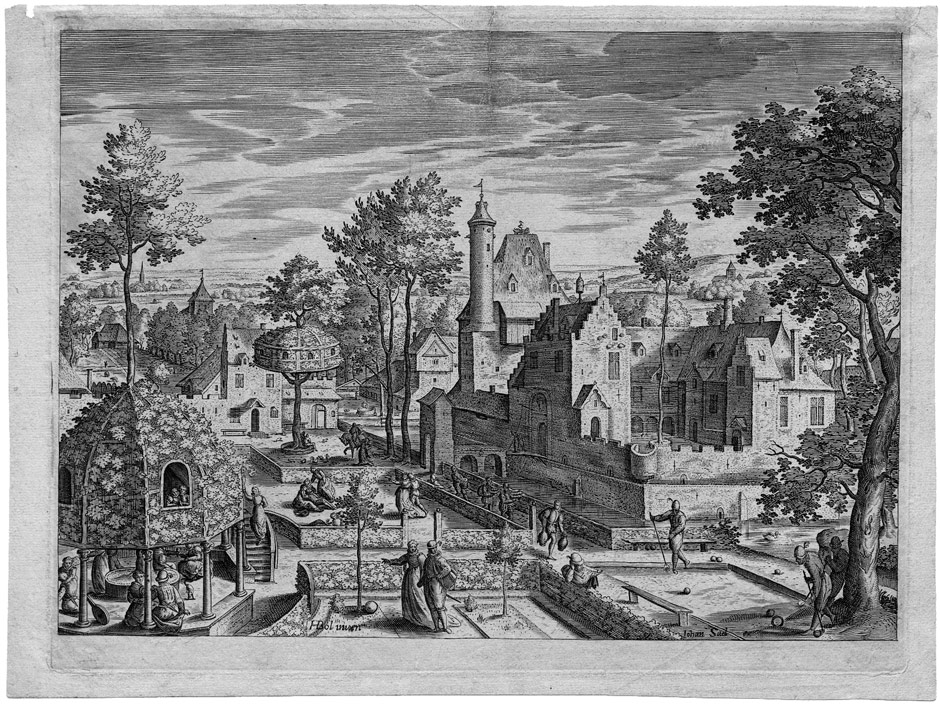
Замок в парке. Офорт Й. Саделера по рисунку Х. Бола
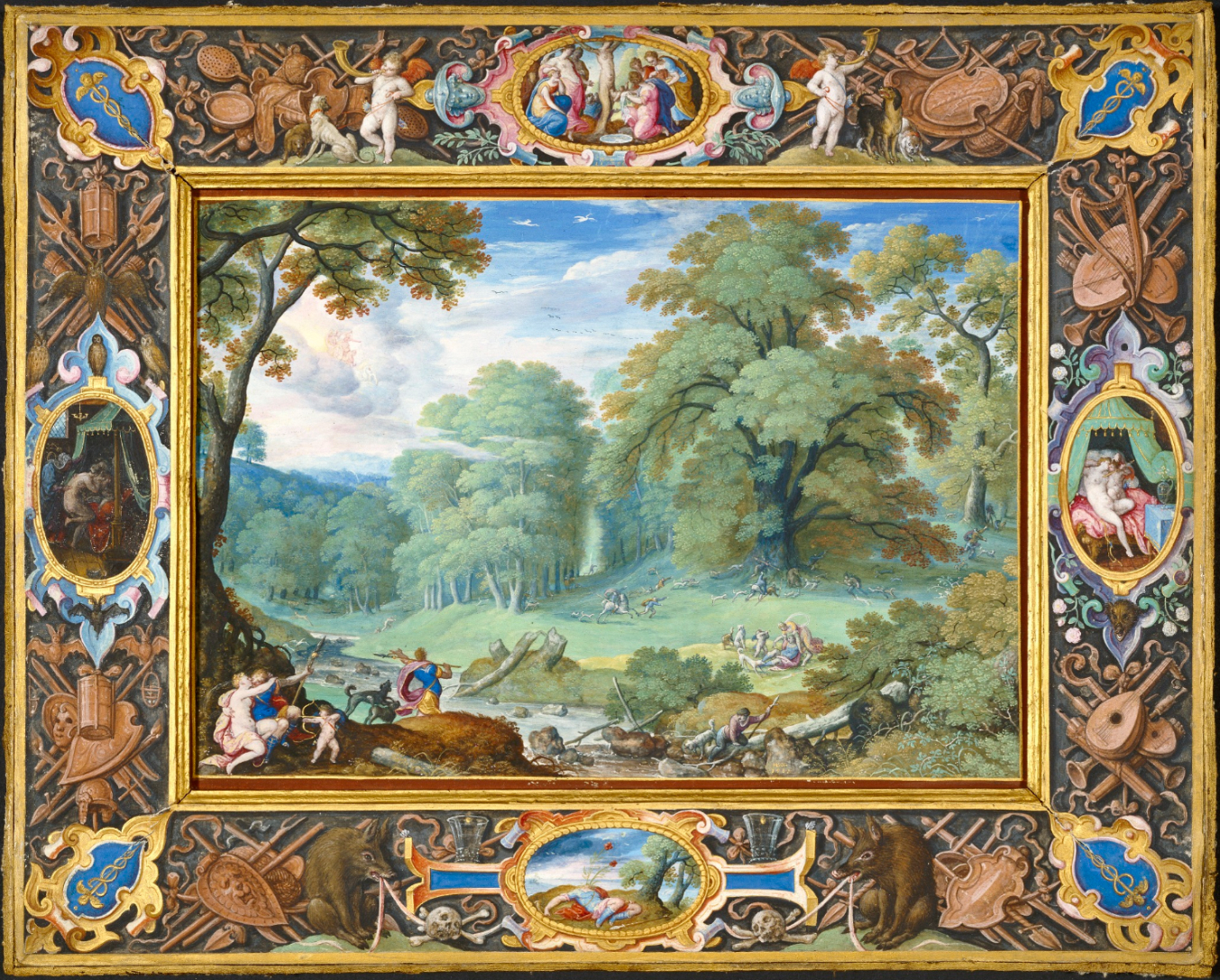
Пейзаж с историей Венеры и Адониса. 1589. Пергамент, гуашь, золочение. Центр Гетти, Лос-Анджелес
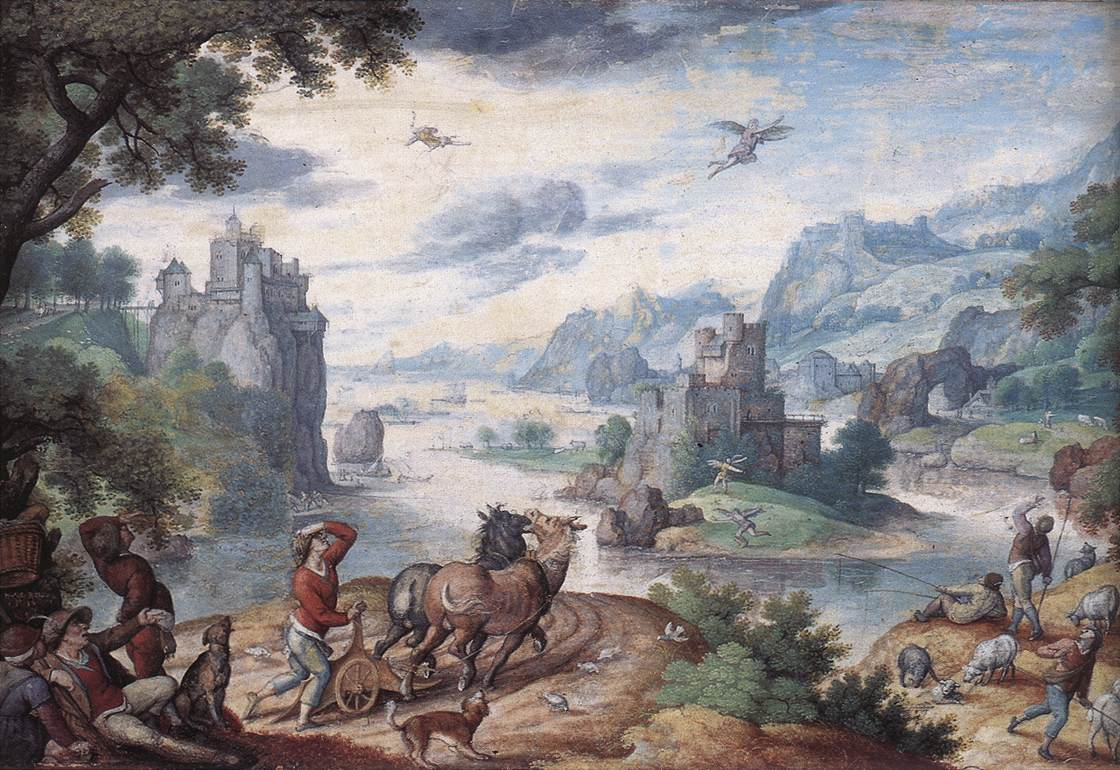
Пейзаж с падением Икара. Миниатюра. Бумага, акварель. Музей Майера ван ден Берга, Антверпен
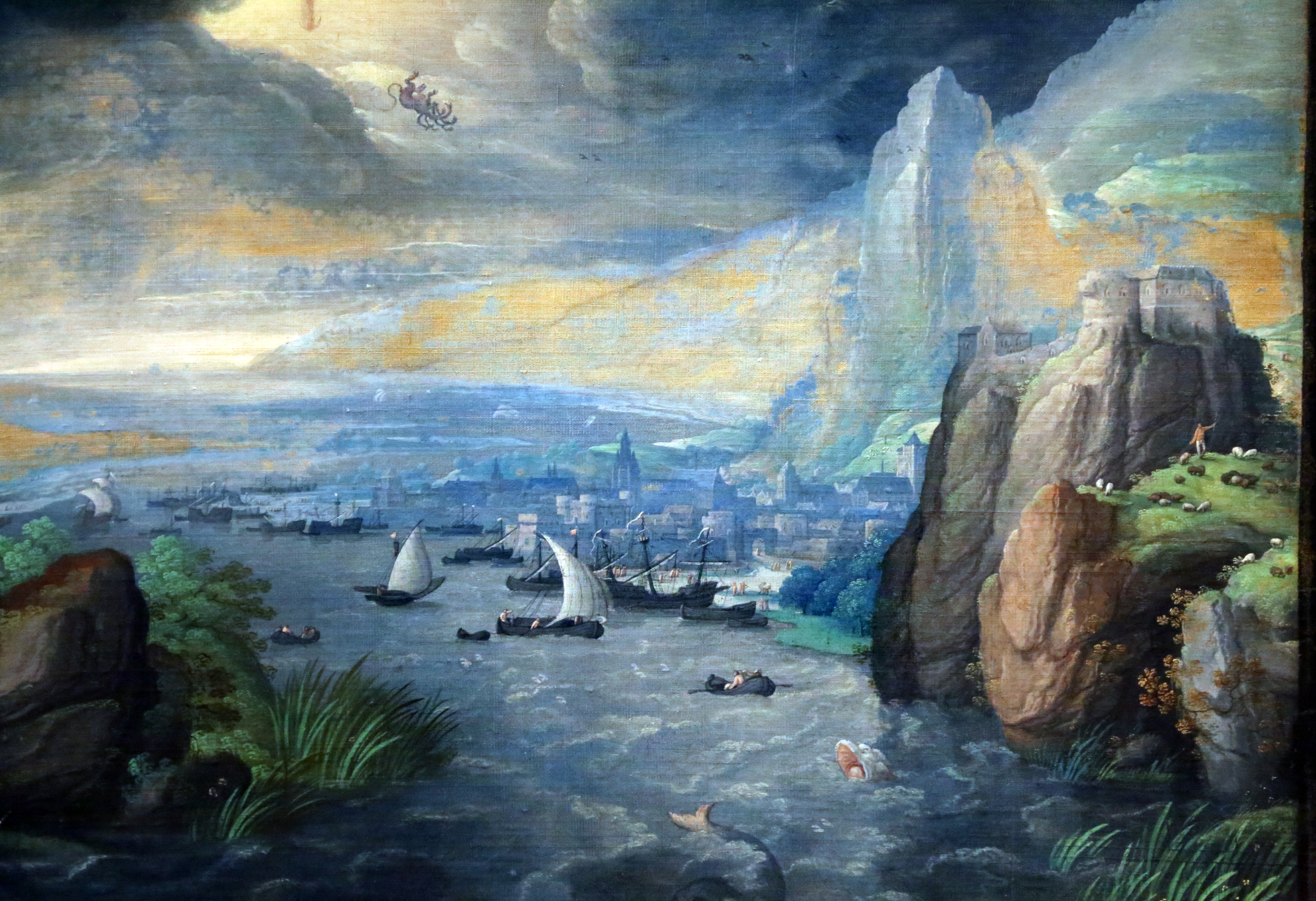
Воображаемый пейзаж со святым Иоанном на Патмосе. Миниатюра. Бумага, акварель. Маурицхёйс, Гаага
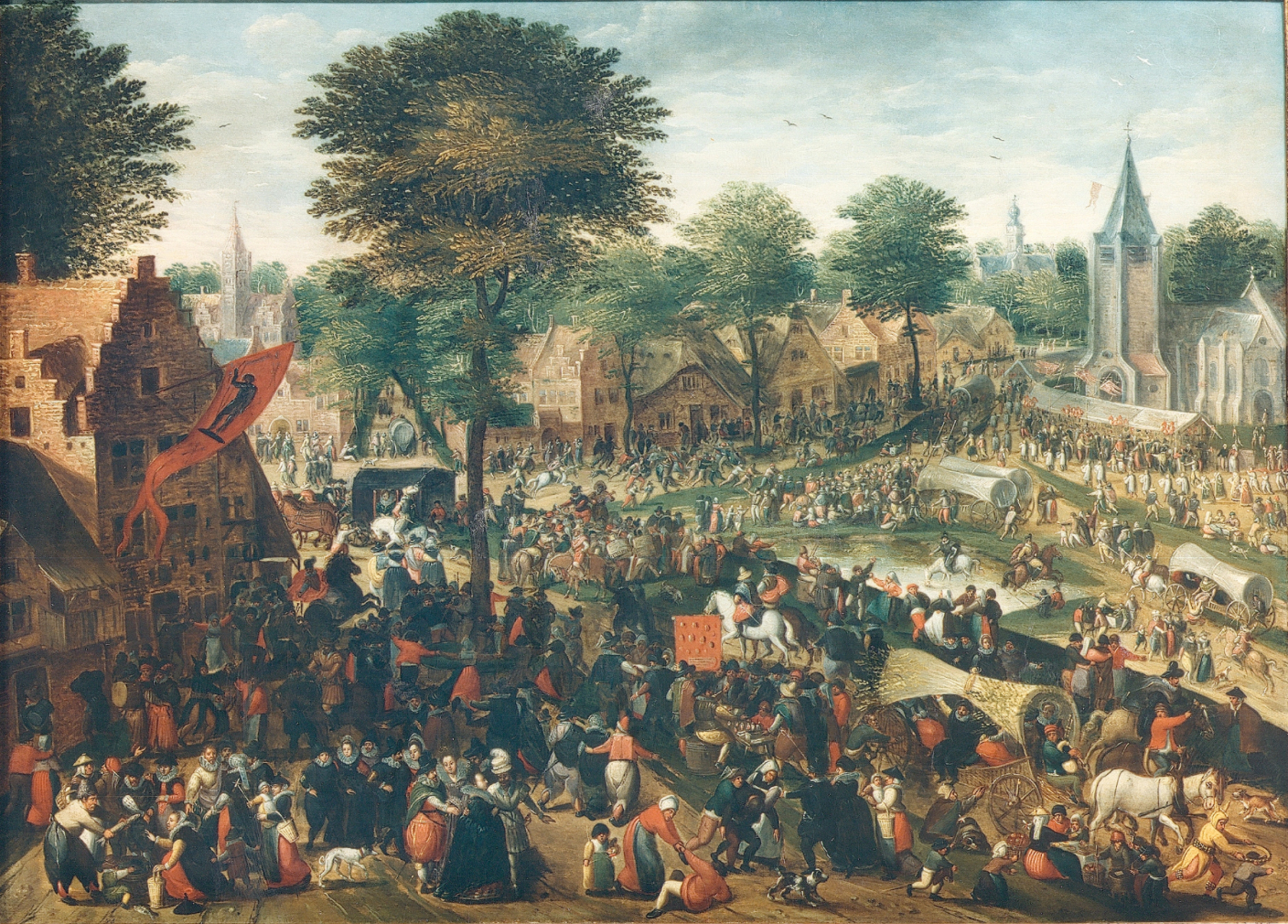
Большой кермес (деревенский праздник). Дерево, масло. Музей Николаса Рокоха, Антверпен
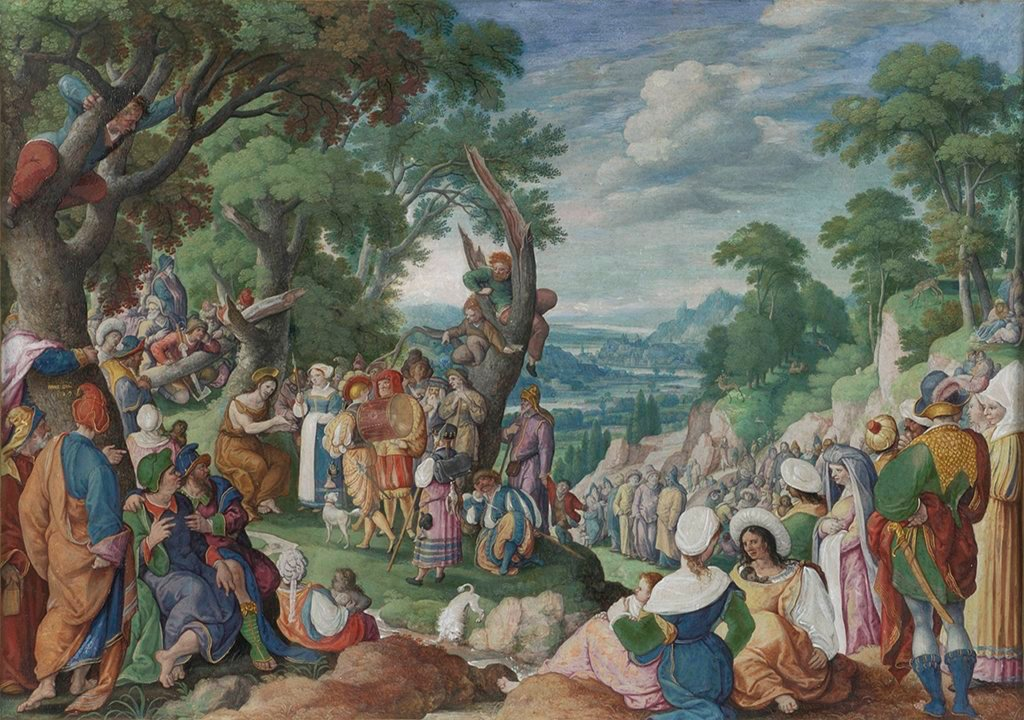
Проповедь Иоанна Крестителя. 1589. Бумага, гуашь. Лувр, Париж